# 道利什
道利什（Dawlish）是英格蘭德文郡的一個城鎮和民政教區，位於德文郡南海岸，距埃克塞特有12英里（19）。道利什2001年有人口12,819人，比2011年的11,312人減少。

## 友好城市
- 法國 卡赖普卢盖尔